# Dia internacional

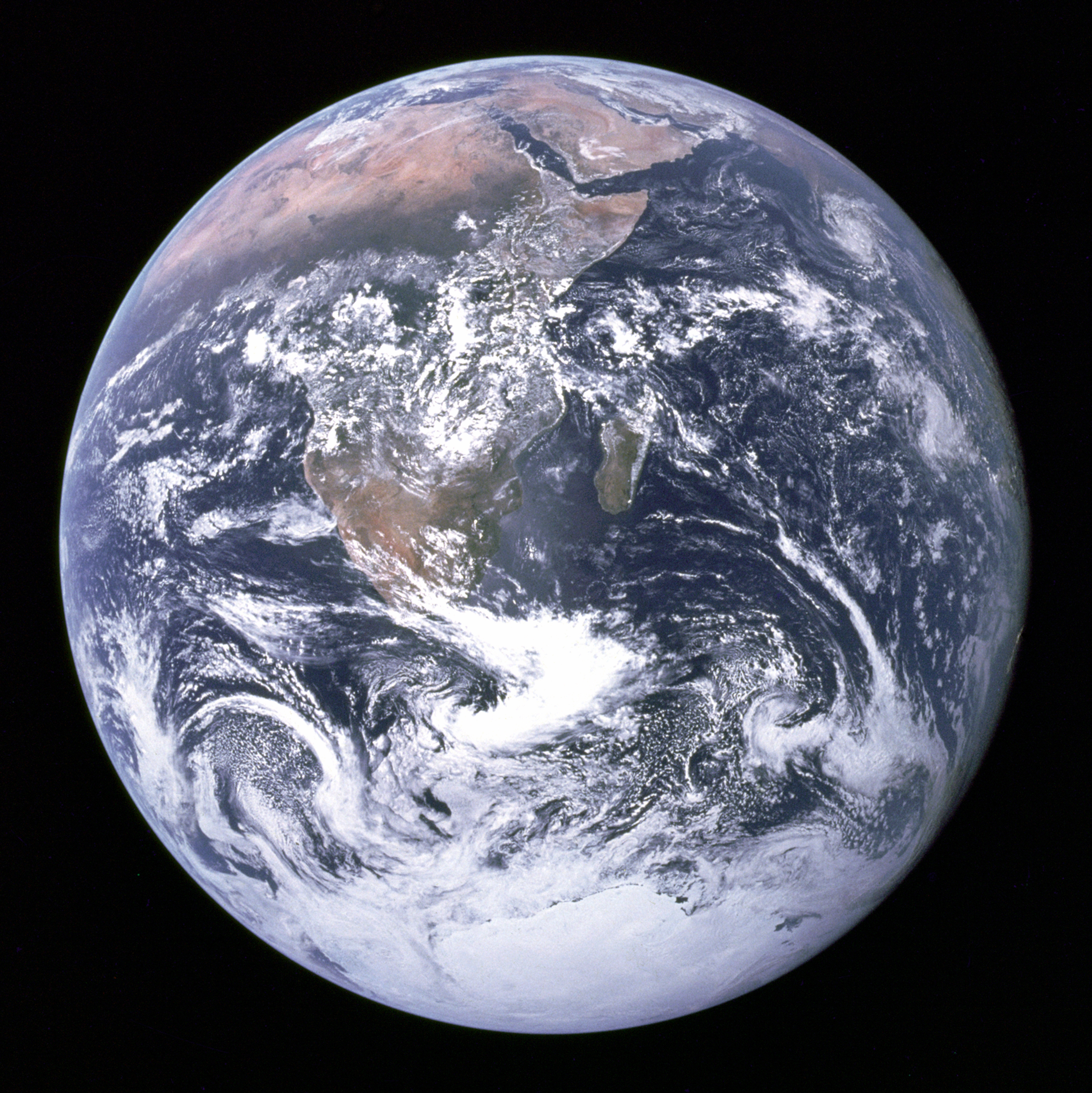

Els dies internacionals són aquelles dates reconegudes internacionalment per commemorar un fet o lluitar contra un problema. Molts d'ells són patrocinats per les Nacions Unides i són la generalització de diades locals o reivindicacions de la societat civil. En aquests dies es duen a terme campanyes de sensibilització, jornades i acords. A la llista següent, es posa entre parèntesis "ONU" quan el dia està oficialment reconegut per aquesta institució.

## Gener
- 1: Dia del Domini Públic
- 4: Dia Internacional del Braille
- 6: Dia dels orfes de guerra
- 15: Dia de Martin Luther King
- 24: Dia Internacional de l'Educació (ONU) / Dia del Punt Volat
- 26: Dia Mundial de l'Educació Ambiental
- 27: Dia Internacional de Commemoració en Memòria de les Víctimes de l'Holocaust (ONU)
- 28: Dia Internacional de la Pau / Dia Europeu de la Protecció de Dades
- 30: Dia Escolar de la Noviolència i la Pau
- Darrer diumenge: Dia Mundial contra la lepra

## Febrer
- 2n dimarts: Dia de la Internet Segura
- 2: Dia Mundial dels Aiguamolls
- 4: Dia mundial contra el càncer
- 6: Dia internacional contra la mutilació genital femenina
- 11: Dia Internacional de les Dones i les Nenes en la Ciència
- 12: Dia de Darwin / Dia contra l'ús de nens soldats[1]
- 19: Dia internacional contra l'homofòbia en el futbol
- 20: Dia Mundial de la Justícia Social[2]
- 21: Dia de la Llengua Materna (ONU)
- 27: Dia Mundial de les ONG

## Març
- divendres anterior a l'equinocci de març: Dia Mundial del Son
- 3: Dia Mundial de la Natura o de la Vida Salvatge (ONU)
- 5: Dia Mundial de l'Eficiència Energètica
- 8: Dia de la dona treballadora (ONU)
- 9: Dia Internacional de les persones desaparegudes[3]
- 15: Dia del drets del consumidor[4]
- 20: Dia Internacional de la Narració Oral / Dia internacional de la francofonia / Dia Mundial del Pardal / Dia Internacional de la Felicitat
- 21: Dia contra el racisme (ONU)[5] / Dia Internacional dels Boscos (ONU) / Dia Mundial de la Poesia / Dia Mundial de la Síndrome de Down / Dia Internacional del Nowruz
- 22: Dia Mundial de l'Aigua (ONU)
- 23: Dia Mundial de la Meteorologia (ONU)
- 24: Dia mundial de lluita contra la tuberculosi (ONU)[6]
- 26: Dia Mundial del Clima
- 27: Dia Mundial del Teatre
- 31: Dia Internacional de la Visibilitat Transgènere

## Abril
- 4t dijous: Dia Internacional de les Nenes en les TIC
- 2: Dia internacional del llibre infantil i juvenil / Dia Mundial de Conscienciació sobre l'Autisme (ONU)
- 4: Dia contra les mines antipersones (ONU)
- 6: Dia Internacional de l'Esport per al Desenvolupament i la Pau (ONU)
- 7: Dia Mundial de la Salut (ONU)
- 8: Dia Internacional del Poble Gitano[7]
- 12: Dia Internacional dels Nens de Carrer
- 15: Dia Mundial de l'Art / Dia Mundial d'Acció contra la Despesa Militar[8]
- 18: Dia Internacional dels Monuments i Llocs Històrics
- 19: Dia de l'Aborigen Americà
- 21: Dia Mundial de la Creativitat i la Innovació
- 22: Dia de la Terra
- 23: Dia internacional del llibre (ONU)
- 24: Dia Internacional del Multilateralisme i la Diplomàcia para la Pau (ONU)
- 25: Dia Mundial del Paludisme
- 26: Dia de la Visibilitat Lèsbica
- 28: Dia Mundial de la Salut i la Seguretat al Treball
- 29: Dia Internacional de la Dansa / Dia Internacional de Conscienciació sobre el Problema del Soroll
- 30: Dia Mundial del Jazz
- Darrer dimecres: Dia Internacional de Sensibilització envers el Soroll
- Darrer dissabte: Dia Mundial de la Veterinària

## Maig
- 1r pleniluni: Dia de Vesak
- 2n dissabte de maig i 2n dissabte d'octubre: Dia Mundial de les Aus Migratòries
- 1: Dia Internacional de la classe treballadora
- 3: Dia Mundial de la Llibertat de Premsa (ONU)[9]
- 4: Dia Internacional del Combatent contra els Incendis Forestals
- 5: Dia del Patrimoni Mundial Africà / Dia Internacional de la Llevadora (ONU)
- 12: Dia internacional de la infermeria
- 15: Dia Mundial d'Acció pel Clima[10] / Dia Internacional de les Famílies
- 16: Dia Internacional de la Llum
- 17: Dia Mundial de la Societat de la Informació (ONU) / Dia Internacional Contra l'Homofòbia, la Transfòbia i la Bifòbia
- 18: Dia Internacional dels Museus (ICOM)
- 20: Dia Mundial de les Abelles (ONU)
- 21: Dia Mundial de la Diversitat Cultural (ONU) / Dia de l'Arbre
- 22: Dia Mundial de la Biodiversitat (ONU)
- 24: Dia Internacional del Peix Viatger
- 25: Dia Internacional dels Nens Desapareguts / Dia d'Àfrica
- 28: Dia Mundial de la Nutrició[11] / Dia Internacional del Joc[12]
- 29: Dia Internacional del Personal de Pau de les Nacions Unides
- 31: Dia Mundial sense Tabac (ONU)
- Darrer dimecres: Dia mundial contra l'esclerosi múltiple

## Juny
- 1: Dia Internacional de la Llet
- 2: Dia Internacional de la Treballadora Sexual
- 3: Dia Mundial de la Bicicleta (ONU)
- 4: Dia Internacional dels Nens Víctimes Innocents d'Agressió[13]
- 5: Dia Mundial del Medi Ambient (ONU)
- 6: Dia internacional del part a casa
- 8: Dia Mundial dels Oceans (ONU)
- 10: Dia Mundial del Modernisme
- 12: Dia mundial contra el treball infantil[14] / Dia Mundial de la Descontaminació Acústica
- 14: Dia mundial del donant de sang
- 16: Dia Internacional de la Solidaritat amb el Poble en Lluita de Sud-àfrica
- 17: Dia Mundial de la Lluita contra la Desertificació i la Sequera (ONU)
- 18: Dia de la Gastronomia Sostenible / Dia de l'Orgull Autista
- 20: Dia Mundial del refugiat (ONU)
- 21: Dia de la música / Dia Internacional de l'Educació no Sexista
- 24: Dia Internacional contra la Contaminació Electromagnètica
- 26: Dia de lluita contra l'ús indegut i el tràfic il·lícit de drogues (ONU) / Dia contra la tortura (ONU)[15]
- 28: Dia Internacional de l'Orgull LGBT

## Juliol
- 1r dissabte: Dia Internacional de les Cooperatives (ONU)[16]
- 7: Dia Mundial de la Conservació del Sòl[17]
- 11: Dia Mundial de la Població (ONU)[18]
- 18: Dia Internacional de Nelson Mandela (ONU)
- 29: Dia Internacional del Tigre
- 30: Dia Mundial contra el Tràfic de Persones

## Agost
- 2: Dia Europeu de Commemoració de l'Holocaust Gitano
- 8: Dia Internacional de l'Orgasme Femení
- 9: Dia Internacional dels Pobles Indígenes (ONU)[19]
- 12: Dia Internacional del Jovent (ONU)
- 13: Dia Internacional dels Esquerrans
- 19: Dia Mundial de l'Assistència Humanitària
- 23: Dia contra l'esclavatge (ONU)
- 29: Dia Internacional contra els Assajos Nuclears[20]
- 30: Dia Internacional en Suport de les Víctimes de Desaparicions Forçades[21]

## Setembre
- 3r dissabte: Dia de la llibertat del programari
- 5: Dia Internacional de la Dona Indígena
- 8: Dia Internacional de l'Alfabetització (ONU)
- 10: Dia Mundial per a la Prevenció del Suïcidi
- 15: Dia Internacional de la Democràcia
- 16: Dia Internacional de la Preservació de la Capa d'Ozó (ONU)
- 21: Dia internacional de la Pau (ONU) / Dia Internacional de l'Alzheimer
- 22: Dia mundial sense cotxes
- 23: Dia de la Visibilitat Bisexual / Dia Internacional de las Llengües de Signes (ONU)
- 26: Dia Europeu de les Llengües
- 27: Dia Mundial del turisme
- 28: Dia Internacional per l'Accés Universal a la Informació / Dia d'Acció Global per un Avortament legal i segur
- 30: Dia internacional de la traducció

## Octubre
- 3r dijous: Dia de l'Esperit
- 1: Dia Internacional de la Música / Dia de la gent gran (ONU) / Dia Mundial de la Urticària Crònica[22]
- 2: Dia Internacional de la Noviolència (ONU)
- 4: Dia Mundial dels Animals
- 5: Dia Mundial dels i les Docents[23] / Dia Mundial de l'Hàbitat
- 10: Dia de la salut mental (ONU)
- 11: Dia Internacional de la Nena (ONU)
- 12: Dia de la Resistència Indígena[24]
- 13: Dia Internacional per a la Reducció dels Desastres (ONU)
- 15: Dia Mundial de la Neteja de Mans / Dia Internacional de les Dones Rurals
- Dilluns següent al 15 d'octubre: Dia de les Escriptores
- 16: Dia Mundial de l'Alimentació (ONU)
- 17: Dia per a l'erradicació de la pobresa (ONU)
- 19: Dia Internacional del Càncer de Mama
- 24: Dia de les Nacions Unides (ONU)
- 27: Dia Mundial del Patrimoni Audiovisual (ONU)

## Novembre
- 3r dijous: Dia Mundial de la Filosofia
- 3r diumenge: Dia Mundial en Record de la Víctimes d'Accidents de Trànsit (ONU)
- 1: Dia mundial del veganisme
- 5: Dia Mundial de l'Idioma Romaní
- 6: Dia Internacional per a la Prevenció de l'Explotació del Medi Ambient a la Guerra (ONU)
- 9: Dia Internacional dels inventors
- 10: Dia Mundial de la Ciència per la Pau i el Desenvolupament
- 14: Dia Mundial de la Diabetis
- 15: Dia Internacional de l'Escriptor Perseguit[25]
- 16: Dia Internacional per a la tolerància (ONU)
- 19: Dia Internacional de l'Home / Dia Mundial del Vàter
- 20: Dia dels drets de la Infància (ONU)[26] / Dia de la Memòria Transgènere
- 25: Dia internacional per a l'eliminació de la violència contra les dones
- 29: Dia Internacional de Solidaritat amb el Poble Palestí / Dia Internacional de les Defensores de Drets Humans

## Desembre
- 1: Dia Mundial de la Sida (ONU)
- 3: Dia Internacional de les Persones amb Discapacitat (ONU)
- 5: Dia Mundial del Sòl / Dia Internacional del Voluntariat
- 7: Dia Internacional de l'Aviació Civil (ONU)
- 9: Dia Internacional contra la Corrupció (ONU)
- 10: Dia dels Drets Humans (ONU)
- 11: Dia Internacional de les Muntanyes (ONU)
- 18: Dia Internacional de la Persona Migrant (ONU) / Dia Mundial de la Llengua Àrab (ONU)
- 20: Dia Internacional de la Solidaritat Humana (ONU)
- 21: Dia Mundial de la televisió (ONU)